# Den ökända hästen från Troja

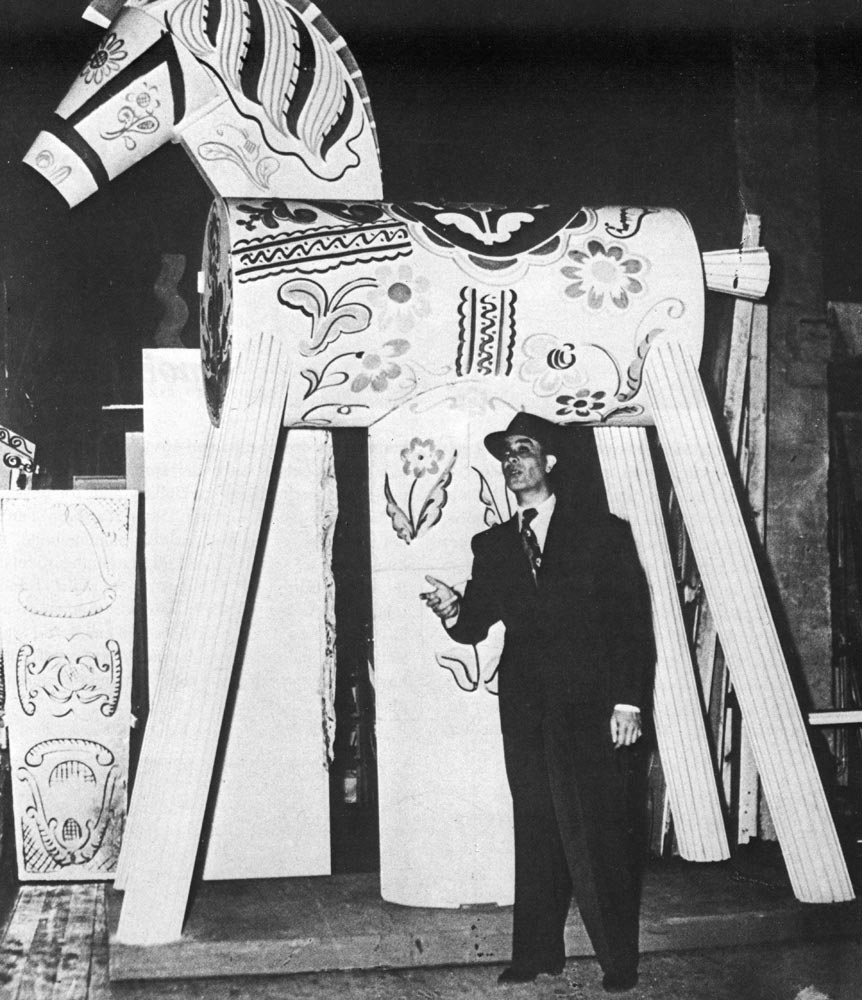
Karl Gerhard sjunger Den ökända hästen från Troja i sin revy på Folkan

Den ökända hästen från Troja eller Trojanska hästen är en kuplett med text av revyartisten Karl Gerhard. Den framfördes först i revyn Gullregn som hade premiär på Folkan den 31 juli 1940, därefter bland annat på Storan i Göteborg 1941. Musiken till refrängen är en rysk filmvisa från 1934 av Isaak Dunajevskij. Den tillagda versen och arrangemanget är av Lille Bror Söderlundh.

## Bakgrund
Revykupletten innehåller konsekventa anspelningar på grekisk mytologi. Texten är starkt kritisk mot Nazityskland, som Gerhard – vilken var bevandrad i grekisk mytologi – framställde som den trojanska hästen. Han beskriver ockupationerna av Belgien och Frankrike liksom situationen i Norge, där "majoren Quisling är en papegoja, som imiterar så gott han har förstånn". Han jämför Julius Caesars tåg över floden Rubicon med Hitlers planer på att inta Storbritannien i textraden: "Tänker monsieur 'Rubiconna', och gå på vattnet?" Framför allt kritiseras Sveriges eftergiftspolitik, bland annat transiteringarna av tyska soldater på svenska järnvägar: "Vi svenskar umgås med kraken i sämja, han går numera i reguljär trafik".
Vid framförandet av kupletten kom en stor fembent trähäst, målad som dalahäst, in på scen. Numret började med att fyra utklädda tyrolerflickor kom ut ur magen på hästen till wandervogelmusik och började valsa, när melodin plötsligt ändrades och övergick i marschtakt och Gerhard själv kom ut ur kolonnen som utgjorde hästens femte ben (en anspelning på uttrycket femtekolonnare).
"Den ökända hästen från Troja" blev det mest populära numret i revyn och beskrevs bland annat i Dagens Nyheter av Oscar Rydqvist som "En kuplett [...] som kanske är den starkast inspirerade [Gerhard] någonsin gjort". Kritiken var dock inte odelat positiv. Protyska tidningar [källa behövs] menade att Gerhard gick för långt, och hade gjort bäst i att ha lagt ner numret från början. Erik Blom kom i Skånska Aftonbladet med förslaget "Koncentrationsläger, som andra länder hålla sig med, äro inte alltid så dåliga inrättningar. I en del fall verka de i uppfostrande syfte". Gerhard noterar syrligt i sin bok I skuggan av en stövel att samma tidnings chefredaktör efter kriget mottog Danmarks hyllning för Malmös insats i Danmarks frihetskamp.

## Censur
Enligt Gerhards egen (kanske något dramatiserande) skildring blev han, 14 dagar efter premiären, uppringd av statsminister Per Albin Hansson personligen. Han framförde att tyskarna (eller ”dom” som han kallade dem) inte uppskattade texten och försökte få Gerhard att inte ha med den i revyn. Men Gerhard stod på sig, och blev senare kallad till utrikesdepartementet (UD) av utrikesminister Christian Günther. Även där gjorde han klart att han vägrade ta bort numret, och citerade Hansson som sagt att han inte hade laglig rätt att förbjuda Gerhard att framföra det.
Detta hindrade dock inte Günther, och när Gerhard kom tillbaka till teatern efter visiten på UD satt där redan två polismän som överräckte ett förbud, utställt den 1 augusti 1940, mot att framföra Den ökända hästen från Troja, jämlikt Kungliga Ordningsstadgan för Rikets Städer §13. Han framförde numret en gång efter att förbudet utfärdats, och berättar att han ”svalde och svalde för att få ned hjärtat på dess rätta plats” (därefter sjöngs inte sången mer i Stockholm – möjligen uppvisades ändå hästen på scenen, försedd med munkorg, och Gerhard läste upp förbudet. Detta nämns dock inte i boken I skuggan av en stövel.
Men den paragraf som man letat fram för att stoppa kupletten var alltså en ordningsstadga som bara kunde fås att gälla den aktuella teaterlokalen. När revyn spelades i Göteborg och på turné sjöng Gerhard åter "Den ökända hästen från Troja" eller möjligen en något mer maskerad variant, "Den välkända hästen från Troja", där bara grekiska namn nämndes: Hitler kallades Akilles och så vidare.
Kupletten framfördes av Karl Gerhard i filmen Jazzgossen från 1958.

## Originalmusiken
Karl Gerhard lånade melodin från ett musikalnummer ur den sovjetiska filmen "Glada grabbar" (Веселые ребята). Sången kallas i filmen för "De glada grabbarnas marsch" (Марш веселых ребят).
Den text som sjungs av Leonid Utjosov till Isaak Dunajevskijs musik är till skillnad från Gerhards text ytterst okomplicerad.

## Andra tolkningar
- 1973 spelade Knutna nävar in Den ökända hästen från Troja som byggde på Karl Gerhard men bandet hade skrivit ny text till musiken.
- 2006 sjöng den svenska pop- och rockartisten Magnus Uggla in en version av Den ökända hästen från Troja.